# 伊東大輝
伊東 大輝（いとう だいき、1994年1月19日 - ）は日本のタレント、起業家。

## テレビ番組
- テラスハウス（フジテレビ、2014年7月 - 9月 レギュラー出演）

## 著書
- 『WATERMAN'S JOURNEY』（2015年9月2日、双葉社）